# مدال زبابي شمالي
مدال زبابي شمالي (الاسم العلمي: Microgale jobihely)، نوع من الثدييات المنتمية إلى فصيلة المداليات. متوطن في مدغشقر.